# Chuột lang Abyssinia

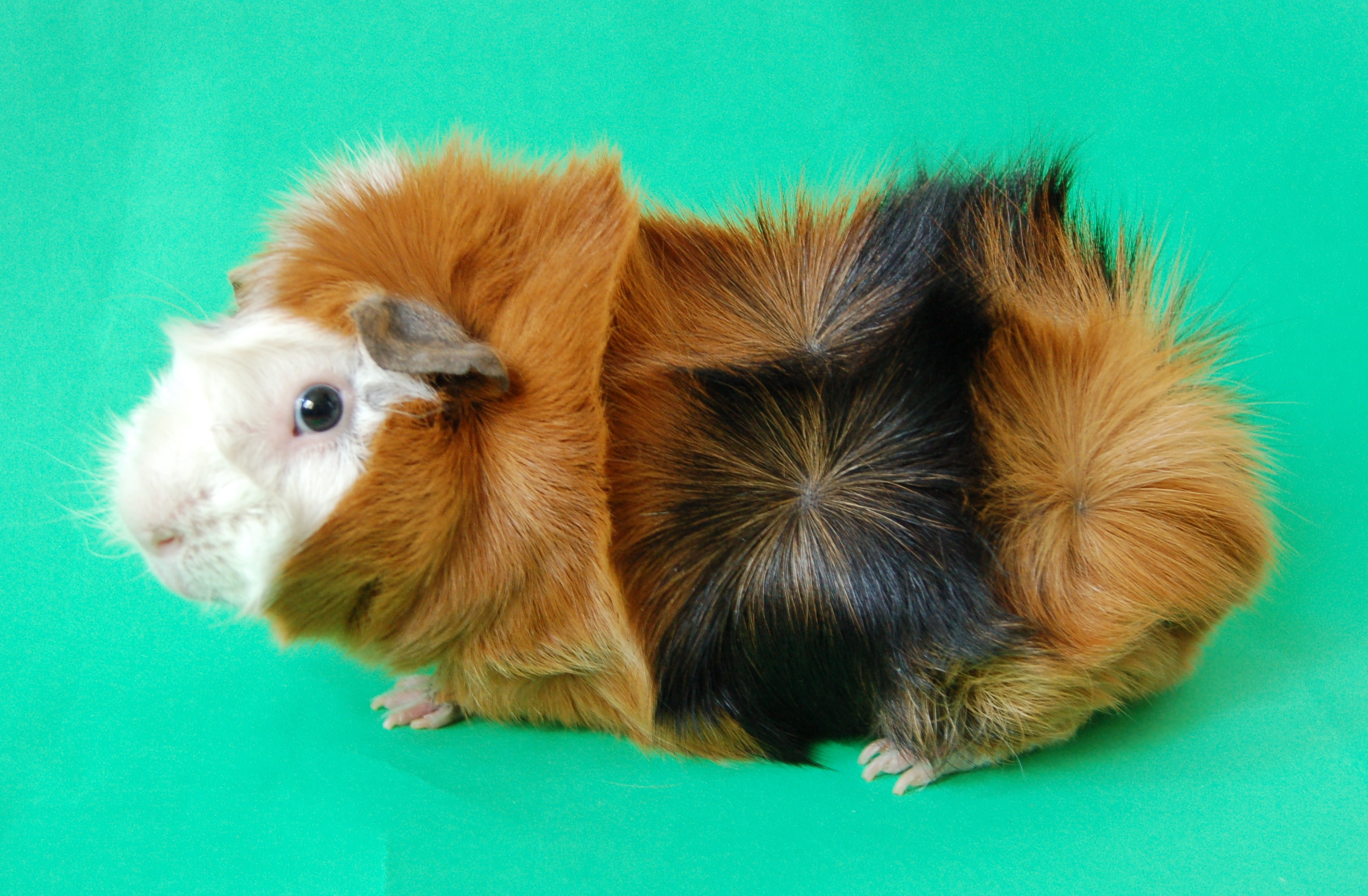
Chuột lang Abyssinia

Chuột lang Abyssinia (tiếng Anh: Abyssinian guinea pig) là một giống chuột lang (guinea pig) tương đối phổ biến như là một vật nuôi và động vật trình diễn. Tên gọi chuột lang Abyssinia được đặt ra không giống với các giống chuột lang khác bởi lớp lông của nó, được đánh dấu bằng các vòng xoắn phát triển vọt ra hoặc các lông nheo được gọi là hoa hồng.

## Lịch sử
Chuột lang Abyssinia là một trong những giống chuột lang cổ xưa nhất. Mặc dù tên của nó như vậy nhưng nó không bắt nguồn từ vùng đất cổ Abyssinia (mà bây giờ là Ethiopia). Nguồn gốc thực sự của tên nó không được biết, mặc dù nó được biết là có nguồn gốc ở Nam Mỹ. Những con chuột lang Abyssinia đã thu hút nhiều sự chú ý như một cuộc triển lãm trong nước Anh thời Victoria do lớp lông khoác độc đáo của nó.

## Đặc điểm
Chuột lang Abyssinia được đánh giá cao ngoài những con chuột lang khác bằng bộ lông độc đáo của nó. Lông của một con Abyssinian dài khoảng một inch rưỡi và được đánh dấu bằng các vòng xoăn của tóc được gọi là hoa hồng. Những con chuột lang Abyssinian phải có những dấu hoa thị có số chẵn. Những con có tiêu chuẩn chất lượng sẽ có tám hoặc mười bộ rết khác biệt: một trên mỗi vai, hai hoặc bốn ở mặt sau, một trên mỗi hông, và hai trên mông.
Giống lông có nhiều màu sắc và hoa văn, bao gồm cả lông cá rồng, lông đuôi, màu lông, và một phần màu. Tuy nhiên, rất khó để tạo ra một Abyssinia với những hoa hồng lý tưởng, và chất lượng vật nuôi có áo không hoàn hảo. Một con chuột lang Abyssinia cũng cần được chăm sóc đặc biệt bởi vì tính chất độc đáo của bộ lông của nó. Abyssinia được miêu tả là tràn đầy năng lượng hơn hầu hết các giống chuột lang khác, nhưng dễ huấn luyện hơn do tính chất tò mò của nó.
Sức khoẻ của chúng tương đối tốt, những con chuột lang Abyssinia yêu cầu thường xuyên được chải lông để giữ cho lớp lông của nó khỏi bị rối. Với một màu đen phủ phấn của Abyssinia thì màu này liên quan đến các khiếm khuyết gây chết. Hai loài Abyssinia không được lai tạo bởi vì chúng sẽ tạo ra những đứa con có các vấn đề di truyền liên quan đến gen trắng tạo ra màu sắc. 